# 尾崎裕美
尾崎 裕美（おざき ゆみ、1985年7月27日 - ）は、日本の元女優・元グラビアアイドル。香川県出身、キリンプロ所属。身長153cm、スリーサイズB83 W60 H85（2002年）。

## 来歴
小学生時代に子役としてデビューする。スチル写真やテレビCMなどに出演する傍ら、アイドルとしてグラビアやイベントなどでも活動し、1997年10月には河合秀直撮影の写真集『11 〜じゅういち〜』（ぶんか社）をリリース。中学生時代にはワイレア出版『クリーム』などお菓子系グラビア雑誌にも登場した。2001年には秋山莉奈・芳賀優里亜・松本由美子とともに映画『スパイキッズ』のプロモーションを目的にしたアイドル歌手ユニット「スパイキッズ」としてCDをリリースした。
その後はアイドル活動はあまり見られず、広告やテレビへの出演が主となっている。

## 出演

### TV
- ルックルックこんにちは（1996年、日本テレビ）
- いつみても波瀾万丈（1999年、日本テレビ）白川和子役
- 涙をふいて（2000年、フジテレビ）第9話
- SURPRISE!（2000年、フジテレビ）
- 特捜TV!ガブリンチョ（テレビ朝日）
- お前の諭吉が泣いている (テレビ朝日、2001年）
- なつのひかり。（日本テレビ、2004年）
- 送ってみよう!携帯俳句（NHKBS2、2004年）

### CM
- ロッテ「モナ王」（1999年）
- トミー「スーパーミメル」（1999年）
- 朝日新聞（2001年）
- ケンタッキーフライドチキン「ツイスターIII」（2001年）
- 河合塾（2003年）高校グリーンコース篇
- カシオ計算機「携帯電話」（2003年）
- NHK「日本の、これから」スポット（2005年）タイトル変換篇

### スチール
- 三井みらい生命保険（1996年）
- 大地住販（1996年）
- UP to boy（1996年、ワニブックス）
- ヤングマガジン増刊エグザクタ（1997年、講談社）表紙・巻頭グラビア
- ワッフル（1998年、ぶんか社）
- ラッキークレープ デラックス3（1998年、バウハウス）表紙など
- クリーム（1998年・1999年、ワイレア出版）表紙など
- 興和不動産「マンションカタログ」（2000年）
- 週刊ヤングマガジン（2000年、講談社）
- Cookie（2001年、集英社）
- Piccolo（2005年、学習研究社）

### ビデオパッケージ
- 歯の衛生週間（2001年）
- WPC EXPO（2001年）NECブース
- 花王「アジエンス」（2003年・2004年）
- グリコ乳業（2003年）
- 日本大学（2005年）学生募集

## 作品

### 写真集
- 『11 〜じゅういち〜』（1997年10月、ぶんか社）撮影：河合秀直

### CD
- 『スパイキッズ』（2001年11月21日、プライエイド）
映画「スパイキッズ」の日本イメージキャラクターユニット「スパイキッズ」としての楽曲